# Un po' di te (Alex Wyse)
Un po' di te è un singolo del cantautore italiano Alex Wyse, pubblicato il 27 ottobre 2023.

## Descrizione
Il brano, scritto dallo stesso cantautore con Andrea Cerrato e Fiodor Fogliato, è prodotto da quest'ultimo.

## Video musicale
Il video musicale è stato pubblicato in concomitanza all'uscita del brano attraverso il canale YouTube del cantautore.

## Tracce
Testi e musiche di Alessandro Rina, Andrea Cerrato e Fiodor Fogliato.
1. Un po' di te – 2:07